# Barrage du Chastang
Le barrage du Chastang est un barrage hydroélectrique situé sur le cours de la Dordogne, en France, dans le département de la Corrèze, en région Nouvelle-Aquitaine, dans le Massif central.

## Usine-barrage du Chastang

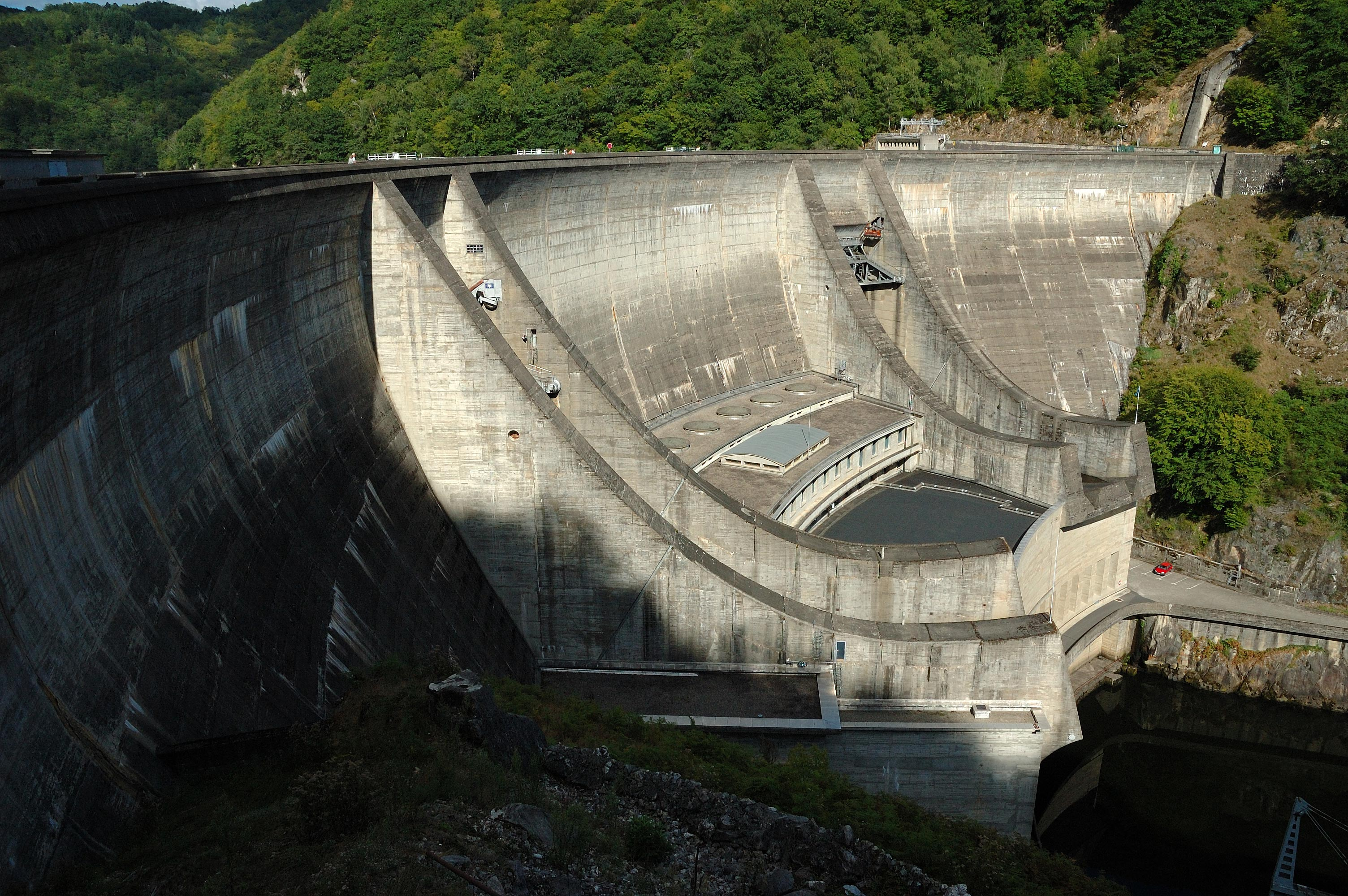
Le barrage.

L'usine-barrage du Chastang a été construite entre 1947 et 1952. C'est une usine hydro-électrique mise en service en 1951. Ce barrage poids-voûte qui retient les eaux de la Dordogne, est en béton et repose sur des fondations de granite. Malgré ce que laisse penser son nom, il n'est pas situé sur la commune du Chastang, mais sur celles de Saint-Martin-la-Méanne (rive droite à l'ouest) et de Servières-le-Château (rive gauche, à l'est).
Elle appartient au groupement d’exploitation hydraulique de la Dordogne intégré à l’unité de production Centre d’EDF. La centrale de Chastang dispose d’une puissance installée de 290 MW et produit en moyenne annuellement 540 GWh.
Les principales caractéristiques du barrage sont les suivantes :
- hauteur : 85 m
- longueur de crête : 300 m
- largeur de la crête : 6,50 m
- largeur à la base : 23,60 m
- volume du barrage : 275 000 m3

## Lac de retenue
Située dans les gorges de la Dordogne, sa retenue, longue de près de trente kilomètres, s'établit à 262 m d'altitude et a un volume de 187 millions de m3. Outre les eaux de la Dordogne, elle reçoit celles d'une trentaine d'affluents parmi lesquels l'Auze, la Luzège et la Sombre. Elle est bordée par dix communes de la Corrèze (aux deux communes situées de part et d'autre du barrage, Saint-Martin-la-Méanne et Servières-le-Château s'ajoutent en remontant vers l'amont Bassignac-le-Haut, Gros-Chastang, Marcillac-la-Croisille, Saint-Merd-de-Lapleau, Auriac, Laval-sur-Luzège, Soursac, Rilhac-Xaintrie) et deux du Cantal Pleaux par son enclave de Tourniac et Chalvignac.
Fin 2014, dans le cadre du programme de maintenance effectué sur l’ensemble de son parc hydroélectrique, EDF a abaissé provisoirement d’environ quinze mètres le niveau de la retenue du Chastang.

## Histoire
Hormis l'abbaye de Valette d'Auriac datant du XIIe siècle, il n'y avait en dessous du barrage de l'Aigle que quelques fermes et hameaux et quelques dizaines d'habitants répartis le long du parcours qui précède le site du Chastang. La retenue du Chastang allait noyer le chemin de rive depuis le site du barrage jusqu'au lieu-dit le Moulinot à proximité de l'Aigle et tous les ponts : ceux d'Eylac, du Chambon, et de Spontour.
Le territoire n'était pas composé que de profondes vallées encaissées et sombres (Combe Nègre). Un peu partout le long de la Dordogne se trouvaient de petites plaines propres à la culture et à l'élevage. L'hiver, ces plaines étaient en partie inondées par les crues de la Dordogne.
Les expropriations se sont avérées plus faciles à traiter que celles des barrages de l'Aigle et de Bort-les-Orgues, car la vallée était étroite et il y avait peu de hameaux à l'exception de celui de Spontour. Douze propriétés furent submergées sur une longueur de lac de près de 30 km au Roffy, au Chambon, à Port Saint-Jean et au Pont d'Eylac, sur les communes de Saint-Martin-la-Méanne, Marcillac-la-Croisille, Saint-Merd-de-Lapleau, Soursac, Bassignac-le-Haut, Auriac et Rilhac-Xaintrie. Le plus grand nombre d'expropriations eut lieu à Spontour.
La grande perte est constituée par la submersion de l'abbaye de Valette, un ancien monastère cistercien fondé en 1143, mais qui était déjà inactive depuis quelques décennies. Le bâtiment, en son temps, avait été incendié par les huguenots en 1574 et reconstruit au début du XVIIIe siècle. L'abbaye a été cédée aux Petites sœurs des gardes-malades du père Serres à la fin du XIXe siècle. Quand les eaux du Chastang menacèrent ce qui restait du monastère, des ouvriers demandèrent l'autorisation de démonter la porte en arc roman et quelques balustres de l'escalier. Ces vestiges furent remontés à Auriac et l'arc reconstruit dans le jardin public en souvenir de l'abbaye perdue. Les fondations des lieux disparus restent visibles aux basses eaux ; elles sont visitées l'été durant les promenades en gabare depuis Spontour.
Port Saint-Jean était alors un port de passage dans les limites de Gros-Chastang. La chapelle était en ruine en 1800. Une église fut ensuite construite. Glény était aussi un port de passage jusqu'au XIXe siècle, c'est-à-dire que depuis ce port, les gabariers pouvaient s'arrêter, charger et continuer de descendre vers l'océan, non sans risques.

### Protection de l’environnement
Plusieurs organisations suivent l’impact de cette infrastructure énergétique sur le territoire, c’est notamment le cas de l’association « la Dordogne, de villages en barrages » ou de l’agence, « une rivière, un territoire » de Tulle. Avec leur aide, l’exploitant a pu réaliser une nurserie à saumons à Hautefage, et travaille également sur les débits réservés aux collectivités ou sur le déplacement des populations piscicoles à Treignac.

## Projet de STEP de Redenat
Un projet de station de transfert d'énergie par pompage (STEP) a été étudié de façon approfondie par EDF ; ces études préliminaires ont montré la faisabilité technique du projet et font apparaître une bonne performance énergétique attendue, du fait de la topologie du site. Le décret du 10 août 1982, portant avenant à la concession hydroélectrique de la chute de Chastang, prévoit la STEP de Redenat en l’intégrant au périmètre de la concession. Cette STEP utiliserait comme réservoir inférieur la retenue de
Chastang sur la Dordogne et comme réservoir supérieur un réservoir artificiel à réaliser sur le plateau en rive gauche implanté sur le ruisseau de la Cascade, un petit affluent rive gauche de la Dordogne qui se jette dans le lac du Chastang.  
la puissance de la centrale atteindrait 1 200 MW.
La hauteur de chute serait de 340 m ; le volume stocké serait de 36 Mm3, soit 34 GWh et 28 heures d'autonomie à pleine puissance.
La Direction régionale de l'Environnement, de l'Aménagement et du Logement (DREAL) d’Occitanie a publié le 13 novembre 2015 un projet d'arrêté dans le cadre du schéma directeur d’aménagement et de gestion des eaux du bassin Adour-Garonne. Cependant, EDF repousse le projet en attendant que le renouvellement de la concession soit acquis.

## Galerie

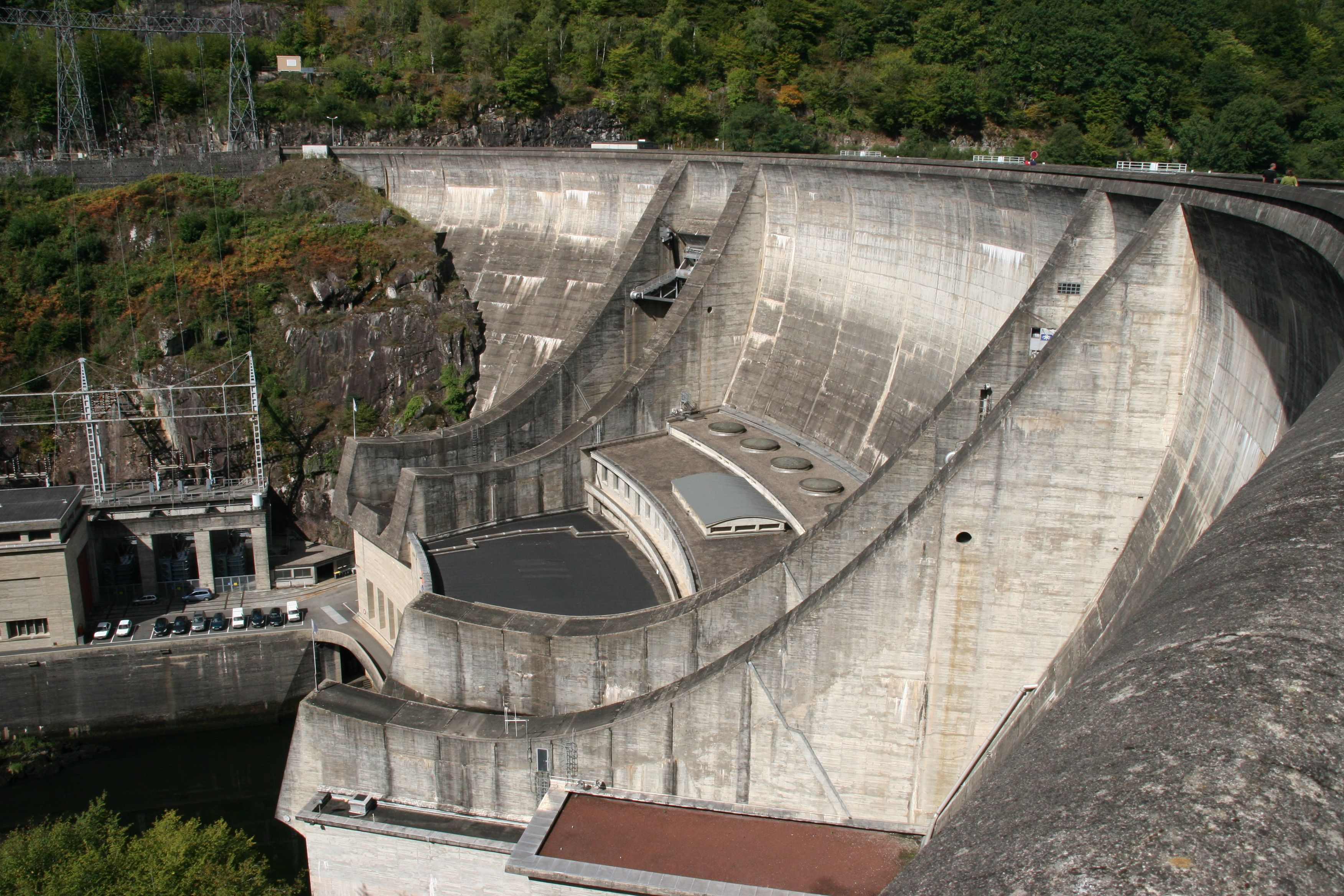
Vue latérale du barrage.
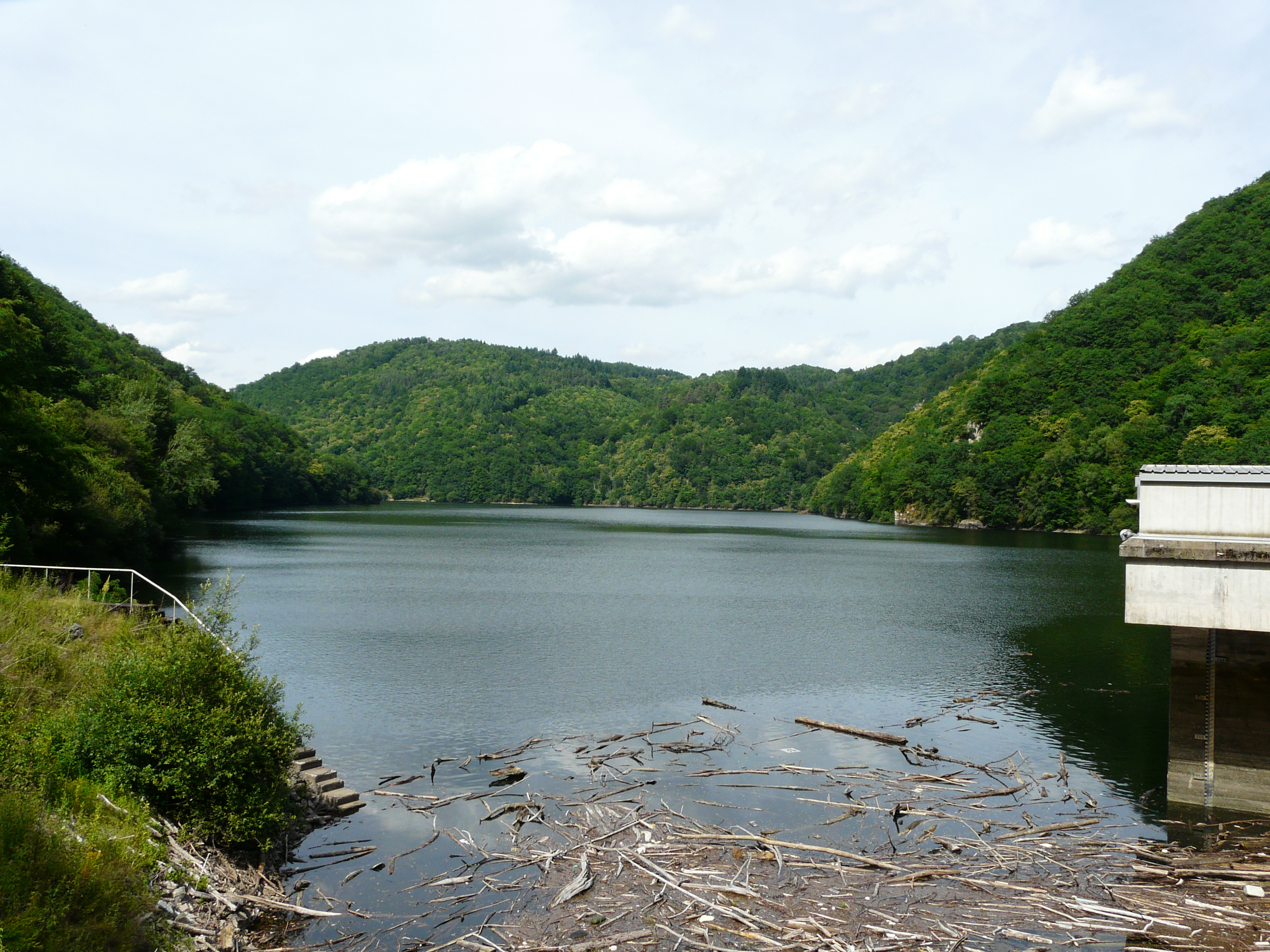
La retenue en amont.
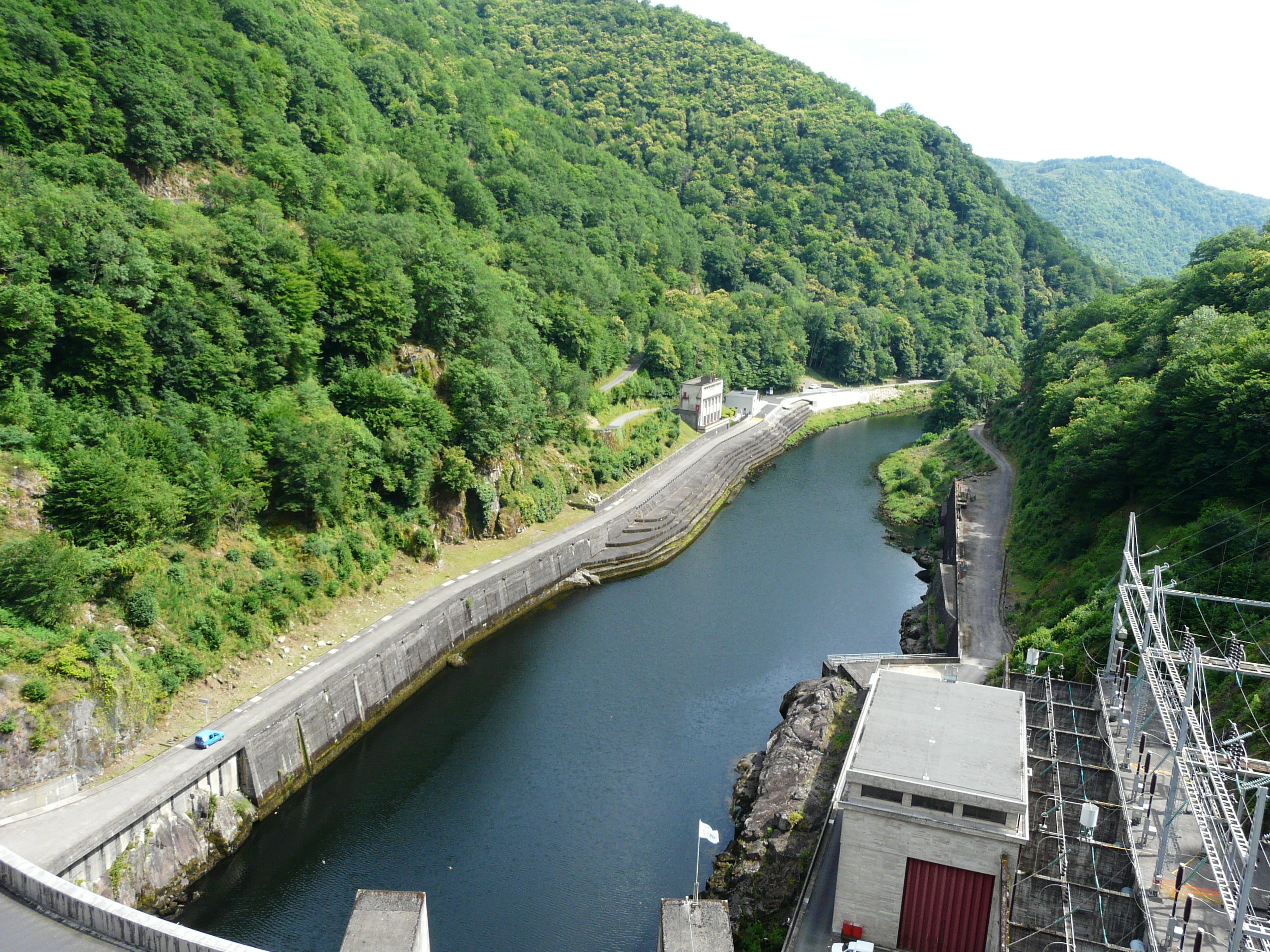
La Dordogne en aval.